# İrfan Kahveci
İrfan Can Kahveci, más conocido como İrfan Kahveci, (Ankara, 15 de julio de 1995) es un futbolista turco que juega de centrocampista en el Fenerbahçe S. K. de la Superliga de Turquía.

## Selección nacional
Debutó con la selección de fútbol de Turquía el 23 de marzo de 2018 contra la selección de fútbol de Irlanda.

### Participaciones en Eurocopas
| Copa          | Sede     | Resultado        | Partidos | Goles |
| ------------- | -------- | ---------------- | -------- | ----- |
| Eurocopa 2020 | Europa   | Primera fase     | 3        | 0     |
| Eurocopa 2024 | Alemania | Cuartos de final | 1        | 0     |

## Clubes
| Club                      | País    | Año       |
| ------------------------- | ------- | --------- |
| Gençlerbirliği S. K.      | Turquía | 2012-2016 |
| Hacettepe S. K. (cedido)  | Turquía | 2013-2014 |
| Estambul Başakşehir F. K. | Turquía | 2017-2021 |
| Fenerbahçe S. K.          | Turquía | 2021-     |

## Palmarés

### Campeonatos nacionales
| Título               | Club                      | País    | Año     |
| -------------------- | ------------------------- | ------- | ------- |
| Superliga de Turquía | Estambul Başakşehir F. K. | Turquía | 2019-20 |
| Copa de Turquía      | Fenerbahçe S. K.          | Turquía | 2022-23 |